# Thaliarchos z Elidy
Thaliarchos z Elidy (gr. Θαλίαρχος) – starożytny grecki bokser, olimpijczyk.
Syn Soterichosa z Elidy, zwycięzcy zawodów bokserskich chłopców na igrzyskach olimpijskich w roku 72 p.n.e. Odniósł triumf w Olimpii dwukrotnie – najpierw jako chłopiec w roku 40 p.n.e., a następnie jako mężczyzna w 32 p.n.e.